# Pseudoplecta
Pseudoplecta is een geslacht van weekdieren uit de familie van de Dyakiidae.

## Soort
De volgende soort is in het geslacht ingedeeld:
- Pseudoplecta bijuga (Stoliczka, 1873)